# Jean Schwind
Pour les articles homonymes, voir Schwind.
Jean Schwind est le pseudonyme de Jean Warie, né le 25 décembre 1935 à Gand et mort le 1er août 1985  à Grasse, artiste conceptuel et premier artiste belge de l’appropriation.

## Vie et œuvre
Son père Roger Warie est architecte, spécialiste en restauration de grands bâtiments publics, également connu pour ses belles aquarelles. Warie étudie la philologie romane et occupe ensuite un poste d’assistant à l’université de Gand, de 1966 à 1972. Puis il devient rédacteur pour un éditeur de livres d’art. En 1969, il fait irruption sur la scène artistique avec l’exposition Schwind à la galerie bruxelloise Fitzroy, dont il est l’un des  cofondateurs. L’année suivante – à une époque où la censure officielle régnait en maître –, il présente le temps d’une soirée des dessins érotiques plutôt crus en grand format qui font aussi bien référence à Jean Dubuffet qu’au graffiti. En 1971, il expose la Collection Schwind qui se compose de pastiches des nouveaux réalistes. Il s’avère alors à quel point son œuvre diffère en profondeur des autres nouveaux courants artistiques. Et que personne ne sache qui se dissimule derrière le pseudonyme ne fait qu’accroître la confusion. Il décide d'étendre « l’anti-collection » à la Schwind Foundation et réalise encore des dizaines de pastiches d’autres œuvres d’art à la mode qu’il intitule hommages ou appropriations, entre autres de l'arte povera, des œuvres de Christo, de Lucio Fontana et de Marcel Broodthaers. Dans le sillage des procédés de l’art conceptuel, il détruit la plupart des appropriations et n’en garde que les photos et les descriptions, qui font à leur tour office d’œuvre d’art. Il poursuit les Occupations et Sealings (scellages) de galeries, une pratique qu’il avait entamée en 1970.  En 1974, il participe à de grandes expositions d’art contemporain à Anvers et à Bruges. Il monte également une collection belge, avec comme bouquet une grande couronne mortuaire au ruban tricolore portant l’inscription : « À notre cher art belge/Schwind ». En mai 1976, il décide de mettre fin à sa carrière d’artiste et diffuse pour ce faire un avis de décès fictif.
En 2014 a lieu la première grande rétrospective de son œuvre au S.M.A.K.(le Musée municipal d’art actuel), à Gand (B), ce qui signifie d’emblée un nouveau départ pour la Schwind Foundation.

## Expositions

### Expositions personnelles
- Schwind. Bruxelles, Galerie Fitzroy, 1969
- J.S. Erotische tekeningen. Gand, Galerie Richard Foncke, 1970
- Œuvres érotiques de J.S.  Bruxelles, Galerie Fitzroy; Anvers, Galerie Kontakt; Paris, Galerie Jacques Desbrière, 1970
- Collection Schwind. Bruxelles, Galerie Fitzroy; Anvers, Vécu, 1971.
- Collection Schwind II (Arte povera). Bruxelles, Galerie Fitzroy, 1971 (pas accessible au public)
- Schwind – Anti-collection. Liège, Yellow Now, 1971
- Schwind. Omaggio a Fontana (Appropriation N° 17), Termonde, Celbeton, 1972
- Constitution des dossiers N° 19 et 20 de la Schwind Foundation. Dossier N°19: la galerie Yellow Now (Liège); dossier N° 20: l'artiste J.L. (Liège). Liège, Yellow Now, 1973

### Principales expositions de groupe
- Propositions d'artistes pour un circuit fermé de télévision. Liège, Yellow Now, 1971
- Galerie Yellow Now. Ihre Künstler im Studio. Aix-la-Chapelle, Neue Galerie, 1972
- Jungle Art Jungle. Project in Progress. Termonde, Celbeton, 1972
- Pro Art '72. Internationaler Markt für Aktuelle Kunst. Duisburg, Mercatorhalle, 1972
- Action-Film-Vidéo. Lausanne, Galerie Impact, 1972
- ‘Concept Art’. New Reform. Kassel, Studio-Galerie Werner Kausch, 1972
- Tendenzen van een nieuwe kunst. Alost, New Reform, 1972 – 1973
- Continentale Film- en Videotour. Anvers, ICC, 1973
- Triënnale 3. Bruges, Beurshalle, 1974
- Progressionen 1. Cologne, Belgisches Haus, 1974
- Aspects de l'art actuel en Belgique. Anvers, ICC, 1974
- Belgien – Junge Künstler I. Aix-la-Chapelle, Neue Galerie, 1975
- Actuele kunst in België. Buenos Aires, CAYC, 1975-1976; Cordoba, Musée des Beaux-Arts, 1976
- Beethoven  Music for the Millions. Arnhem, Stichting Festival Arnhem, 1977
- Kunst in/als vraag : Negatie-integratie van Dada tot heden in België. Ypres, Provinciaal Museum voor Moderne Kunst, 1981
- André Blavier, le don d'ubuquité [sic]. Bruxelles, Maison du Spectacle La Bellone, 1997
- La Belgique visionnaire/Visionair België. Bruxelles, Palais des Beaux-Arts, 2005 (commissaire  Harald Szeemann)
- Middle Gate Geel '13. Geel, CC De Werft, 2013 (commissaire Jan Hoet)
- Schwind Foundation. Gand, S.M.A.K., 2014-2015 (première rétrospectieve)

### Par Jean Schwind
- ‘Textes de Schwind. L’Œuvre référentielle’ dans: plus moins zéro, no 16, février 1977, p. 16-18.
- 'Lettre à un conservateur en deuil' dans: Kunst in/als vraag : Negatie-integratie van Dada tot heden in België. Ypres, 1981 (catalogue)

### Sur Jean Schwind
- L.L. Sosset. 'Les expositions. À voir dans les galeries de Bruxelles.' dans: Beaux-Arts, Bruxelles, no 1251, 07.06.1969
- J.S. L'Erotisme généralisé. Bruxelles: Galerie Fitzroy, 1970. Textes d'Alain Jouffroy et Jean-Pierre Van Tieghem.
- Collection Schwind. Bruxelles: Galerie Fitzroy, 1971. Textes de Pierre Restany et Jean-Pierre Van Tieghem
- Hedwige Verschaeren. ‘Schwind 1970/1973’ dans: Clés pour les arts, no 46, p. 21, Bruxelles: octobre 1974
- Jean Dypréau, dans: K.J. Geirlandt, L'Art en Belgique depuis 1945. Anvers: Fonds Mercator, 1983, p. 148
- Wim Van Mulders, dans: K.J. Geirlandt, L'Art en Belgique depuis 1945. Anvers: Fonds Mercator, 1983, p. 160
- Grote Winkler Prins. Encyclopedie in 26 delen. Amsterdam/Anvers : Elsevier, 1992. (vol. 20, p. 619)
- Schwind Foundation. 2014. Catalogue de la première rétrospective au S.M.A.K., Gand, 2014. Avec un essay de Jan Ceuleers: Le Trouble-Fête. Vie et œuvre de Jean Schwind.